# Бортфельдт, Дитер

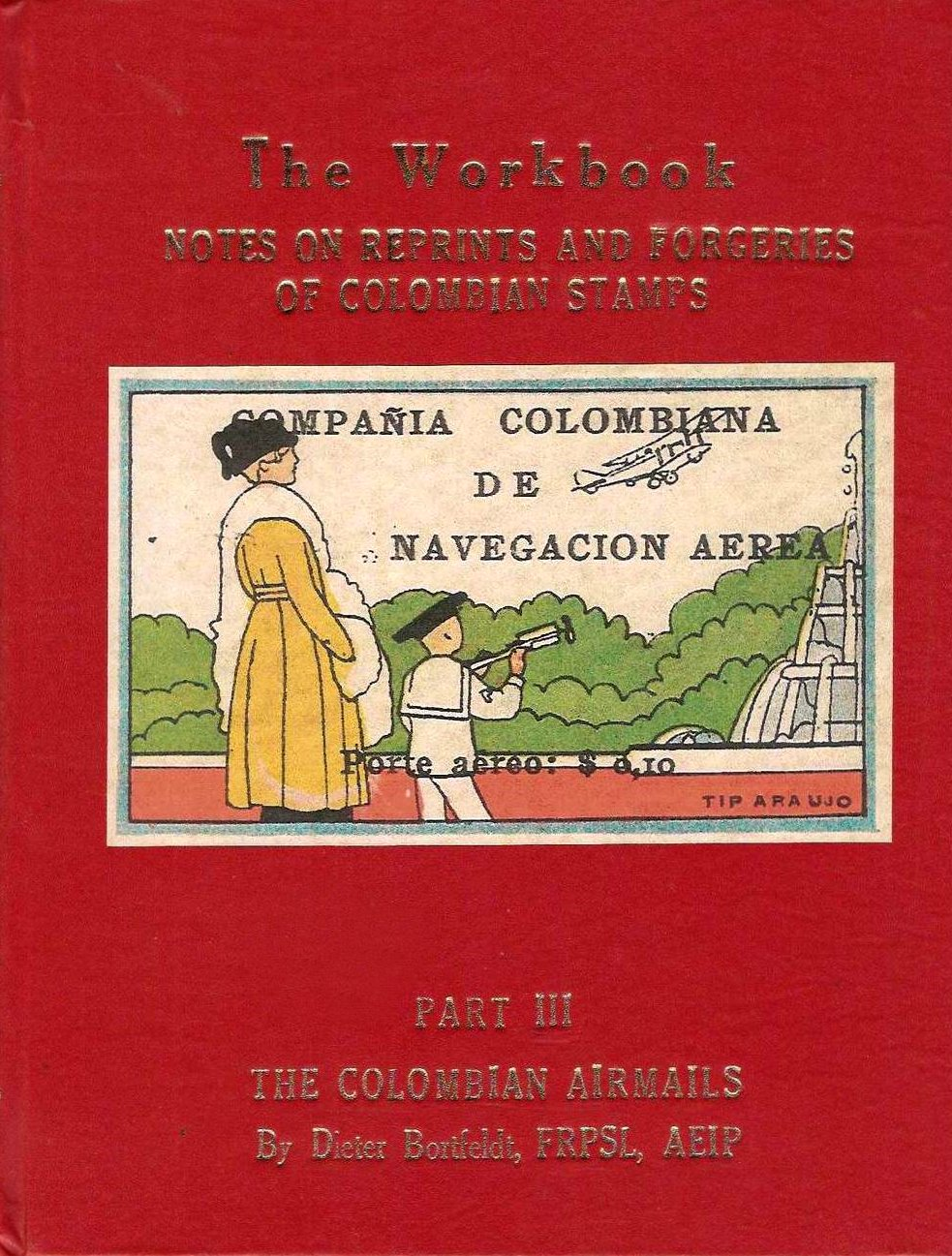
Том III «Рабочей тетради» (Workbook) Бортфельдта

Дитер Бортфельдт (англ. Dieter Bortfeldt; 20 марта 1940 — 21 января 2014) — художник-оформитель и отмеченный наградами филателист, специализировавшийся в области коллекционирования почтовых марок Колумбии. Он был автором рисунков почтовых марок Колумбии «Знаменитые колумбийцы» и «Туризм», выпущенных в 1993 году.

## Образование
Дитер Бортфельдт учился в Offenbacher Werkkunst-Schule (Колледж дизайна Оффенбах-ам-Майна) в Германии с 1958 по 1961 год по специальности «графический дизайн». Затем он работал художником-оформителем.

## Коллекционирование
Личными филателистическими интересами Бортфельдта были история почты Колумбии и Papel Sellado (фискальная гербовая бумага), и он получил пятнадцать золотых медалей за свои экспонаты наряду с другими наградами. Его экспонат «Official Mail and correspondence with exemption rate frankings» («Служебная почта и корреспонденция с франкировкой освобождения от почтовых сборов») получил золотую медаль на выставке в Чикаго и был опубликован в виде книги журналом «COLOMPHIL» в 2006 году.

## Экспертиза
Бортфельдт был экспертом Международной ассоциации экспертов в области филателии (AIEP) по почтовым маркам Колумбии и признанным экспертом в этой области, выдававшим собственные сертификаты экспертизы. Он был президентом Комиссии по поддельным и фальшивым маркам Межамериканской федерации филателии (Federación Interamericana de Filatelia) и регулярно писал статьи для журнала «Fakes Forgeries Experts».

## Членство в филателистических организациях и писательский труд
Бортфедт был членом Королевского филателистического общества Лондона и его заграничным специальным представителем в Колумбии. Он был соучредителем и редактором «COLOMPHIL», журнала Колумбийского общества филателистических исследований, а также автором статей для многих других филателистических журналов. Он утверждал, что написал более 2000 страниц филателистических работ и сыграл важную роль в издании «Справочника по фискальным маркам Колумбии» (Handbook of Colombian Revenue Stamps) Алана Аньона (Alan Anyon), опубликованного в 2009 году

## Личная жизнь
Дитер Бортфельдт был гражданином Великобритании, который жил и работал в Германии, Лондоне и Барселоне до переезда в Боготу (Колумбия) в 1988 году. Он умер 21 января 2014 года.

## Избранные произведения
- Royal cypher labels 1701—1922: the Dieter Bortfeldt collection. — Bogota: Dieter Bortfeldt, 2003.
- Private mail carriers of Colombia. — Colombian Philatelic Research Society, 2006. ISBN 978-958-33-9208-5 (Editor with Carlos Valenzuela & Alfredo Frohlich)
- Notes on Colombian classic stamps. — Colombian Philatelic Research Society, 2006.
- Colombia correspondencia oficial Franquicias: Official Mail and correspondence with exemption rate frankings. — Colombian Philatelic Research Society, 2006.
- Colombian postal history catalogue. — Colombian Philatelic Research Society. Three volumes.